# Supporting Characters
Supporting Characters é um filme independente de comédia lançado em 20 de abril de 2012 no Festival de Cinema de Tribeca. O filme segue dois editores de filmes de Nova Iorque tentando equilibrar as suas vidas pessoais, enquanto refazem um filme.[carece de fontes?]

## Produção
Dan Schechter:. "Quando eu comecei, eu só queria fazer um filme, um filme realmente bom, que custasse menos de 50 mil dólares, e esse era o objetivo principal (e acabamos incrivelmente próximo a esse número)ç A coisa edição foi uma escolha arbitrária em primeiro lugar. Este filme foi de cerca de dois melhores amigos e seus respectivos relacionamentos, e que acabamos necessariamente dando-lhes alguma carreira para fazer juntos para que eles pudessem participar no trabalho um do outro. Então eu escolhi a edição porque eu tive algumas boas experiências que eu poderia desenhar a partir de, e talvez pudéssemos fugir com não sendo um "filme sobre fazer filmes", porque realmente, essa história é sobre ser especificamente um editor e como é esse trabalho diariamente."
Schechter e Lowe basearam-se no filme semi-autobiográfico sobre os incidentes de sua vida pessoal, a elaboração de uma história simultaneamente pouco frequente e naturalista de Nova Iorque. A própria experiência de Schechter como um editor é evidente no roteiro, que combina relacionamentos íntimos com detalhes humorísticos da vida em uma ilha de edição. Schechter teve um número de seus associados de cinema indie para realizar neste filme, como Melonie Diaz.[carece de fontes?]

## Elenco
- Alex Karpovsky ... Nick
- Tarik Lowe ... Darryl
- Arielle Kebbel ... Jamie
- Melonie Diaz ... Liana
- Kevin Corrigan ... Adrian
- Sophia Takal ... Amy
- Mike Landry ... Mike
- Lena Dunham ... Alexa
- Michael Rivera ... Rivera
- Sebastian Sozzi ... Sebastian
- Josh Alexander ... Beck
- Ryan O'Nan ... Adam

## Recepção
Supporting Characters teve recepção geralmente favorável por parte da crítica especializada. Com base em 7 avaliações profissionais, alcançou uma pontuação de 62 de 100 no Metacritic.